# Altare di Augusta

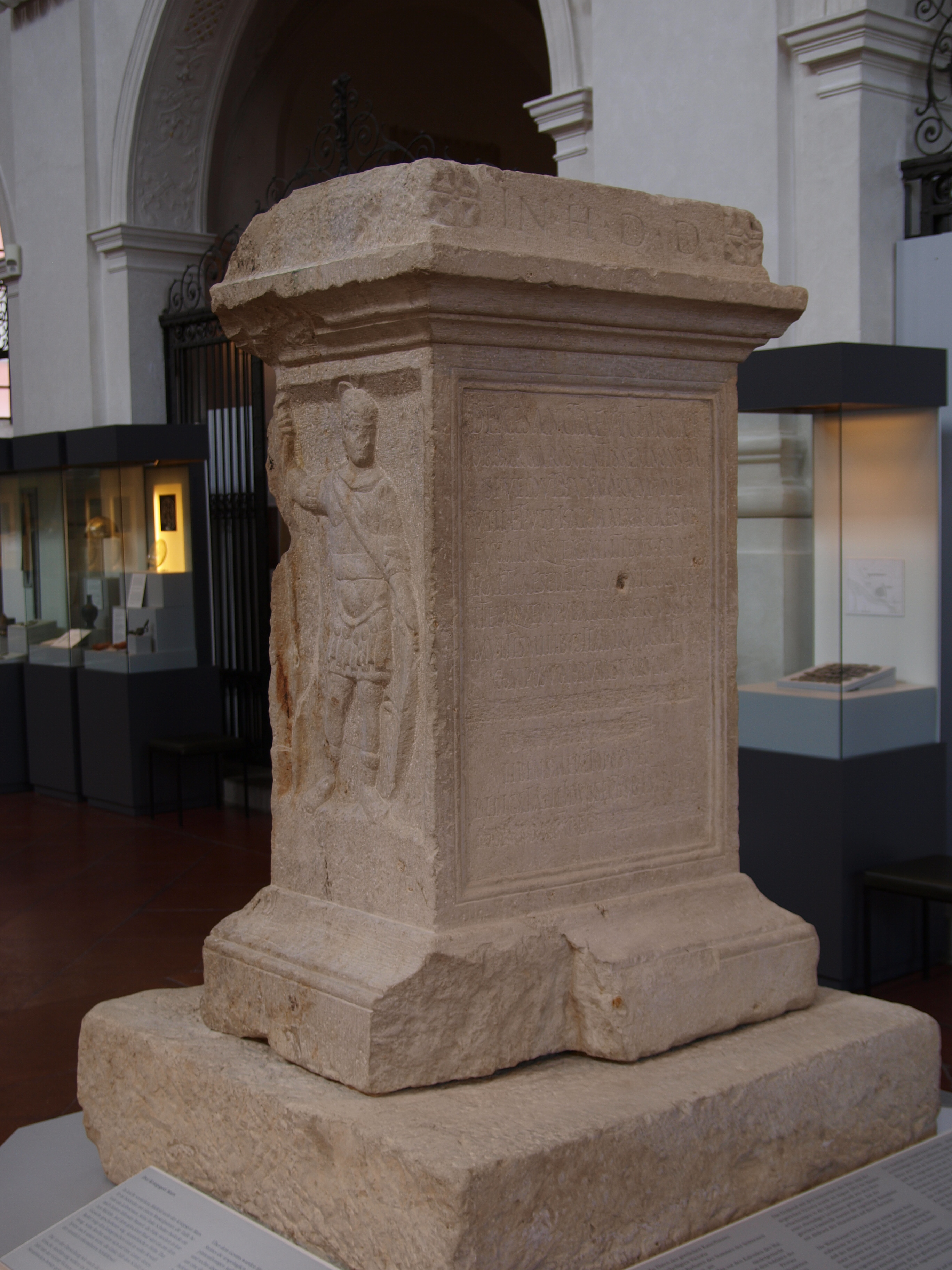
Replica dell'altare all'Alamannenmuseum Ellwangen.

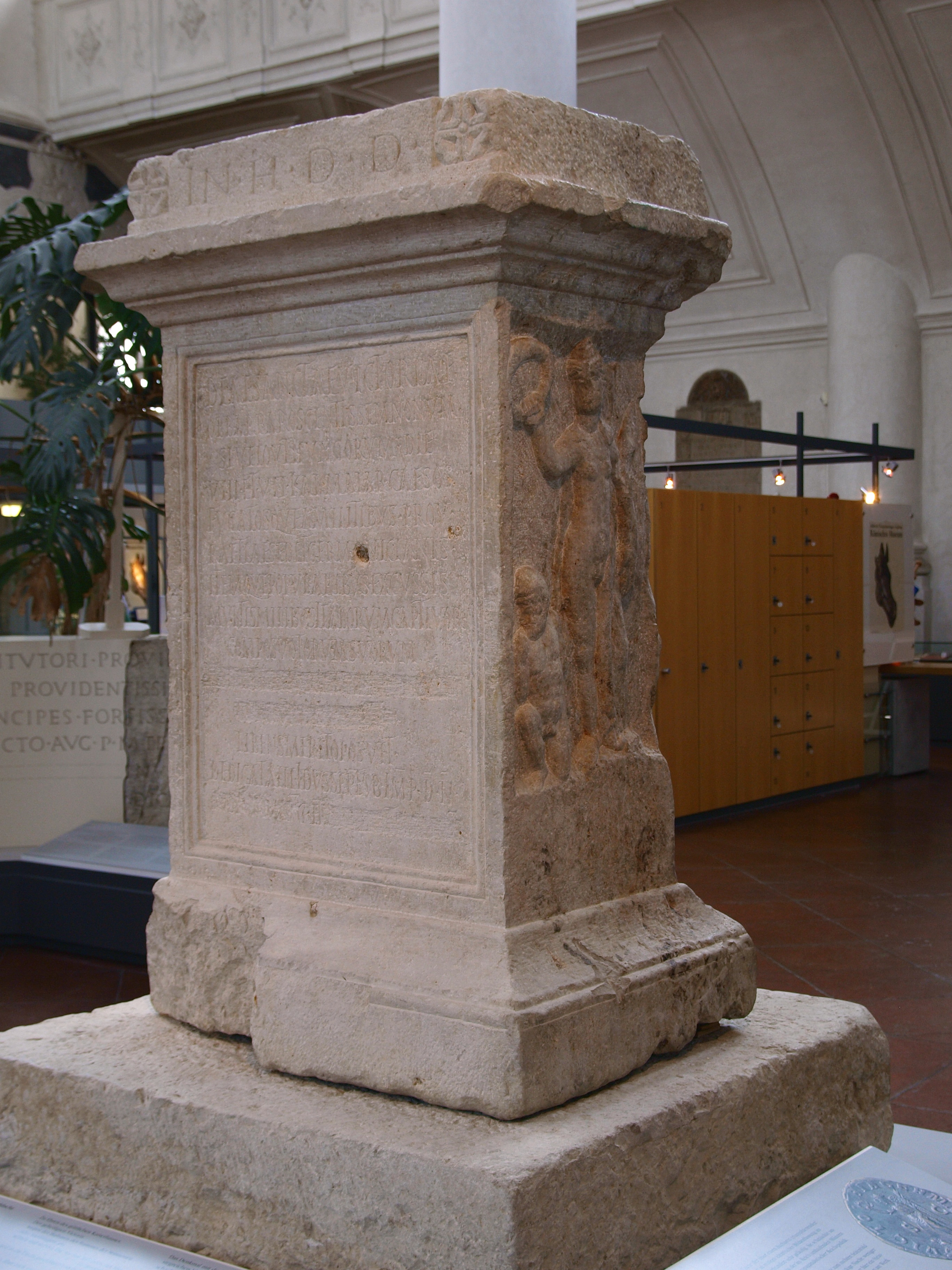
Replica dell'altare all'Alamannenmuseum Ellwangen.

L'altare di Augusta è un altare romano eretto l'11 settembre 260/261 ad Augusta Vindelicum, capitale della provincia romana della Rezia, per commemorare una vittoria romana (precisamente dell'Impero delle Gallie) su Semnoni e Iutungi. Fu scoperto nell'agosto 1992 ad Augusta ed è conservato all'Alamannenmuseum Ellwangen.

## Descrizione e storia
Alto circa 1,5 metri, presenta sul lato sinistro un rilievo rappresentante una Vittoria trionfante su di un barbaro e sul lato destro Marte in armi. Sul pannello centrale è presente una lunga iscrizione che celebra la vittoria di Marcus Simplicinius Genialis, governatore equestre della provincia (all'epoca sotto il controllo del cosiddetto Impero delle Gallie), sulle popolazioni barbare (l'iscrizione le definisce «genti Semnone ovvero Iutungi»). L'iscrizione è datata all'anno di consolato di Postumo ed Onoraziano (260); quando l'Impero delle Gallie, di cui Postumo fu fondatore, fu riconquistato da Aureliano nel 275, i nomi di Postumo, Onoraziano e Genialis furono cancellati.
Genialis era a capo di truppe della Rezia e di una o due province germaniche e milizie locali (populares); la sua azione, avvenuta tra il 24 e il 25 aprile permise la liberazione di «diverse migliaia» di Italici. Genialis fece voto di erigere l'altare, cosa che avvenne l'11 settembre.
La datazione dell'iscrizione è discussa, in quanto si basa su una coppia di consoli non appartenenti all'Impero romano propriamente detto; una prima interpretazione vuole il consolato di Postumo come quello assunto nel primo anno di regno e dunque fa risalire l'erezione del monumento al 260; una seconda interpretazione invece considera mancante l'indicazione della seconda assunzione del consolato da parte di Postumo e quindi retrodata i fatti collegati all'erezione dell'altare all'anno 261.